# Joseph-Xavier Tissot
Pour les articles homonymes, voir Tissot.
Joseph-Xavier Tissot (1780-1864), également connu sous le nom de frère Hilarion, est un religieux français qui a participé à la refondation en France de l’ordre hospitalier de Saint-Jean-de-Dieu. 
Il est également le fondateur de nombreux asiles d’aliénés, avant le vote de la loi du 30 juin 1838 sur l'enfermement des aliénés qui a donné obligation à chaque département français d'avoir un établissement spécialement destiné à soigner les malades mentaux, alors dénommés sous le terme d'aliénés.

## Biographie

### Famille
Joseph-Xavier Tissot est né dans le comtat Venaissin, le 14 juillet 1780 (ou le 17). Son père exerça tout d'abord la fonction de notaire, puis celle de juge au tribunal civil d'Avignon. Ses deux frères furent membres de l'Athénée du Vaucluse et de plusieurs autres académies.

### Vocation

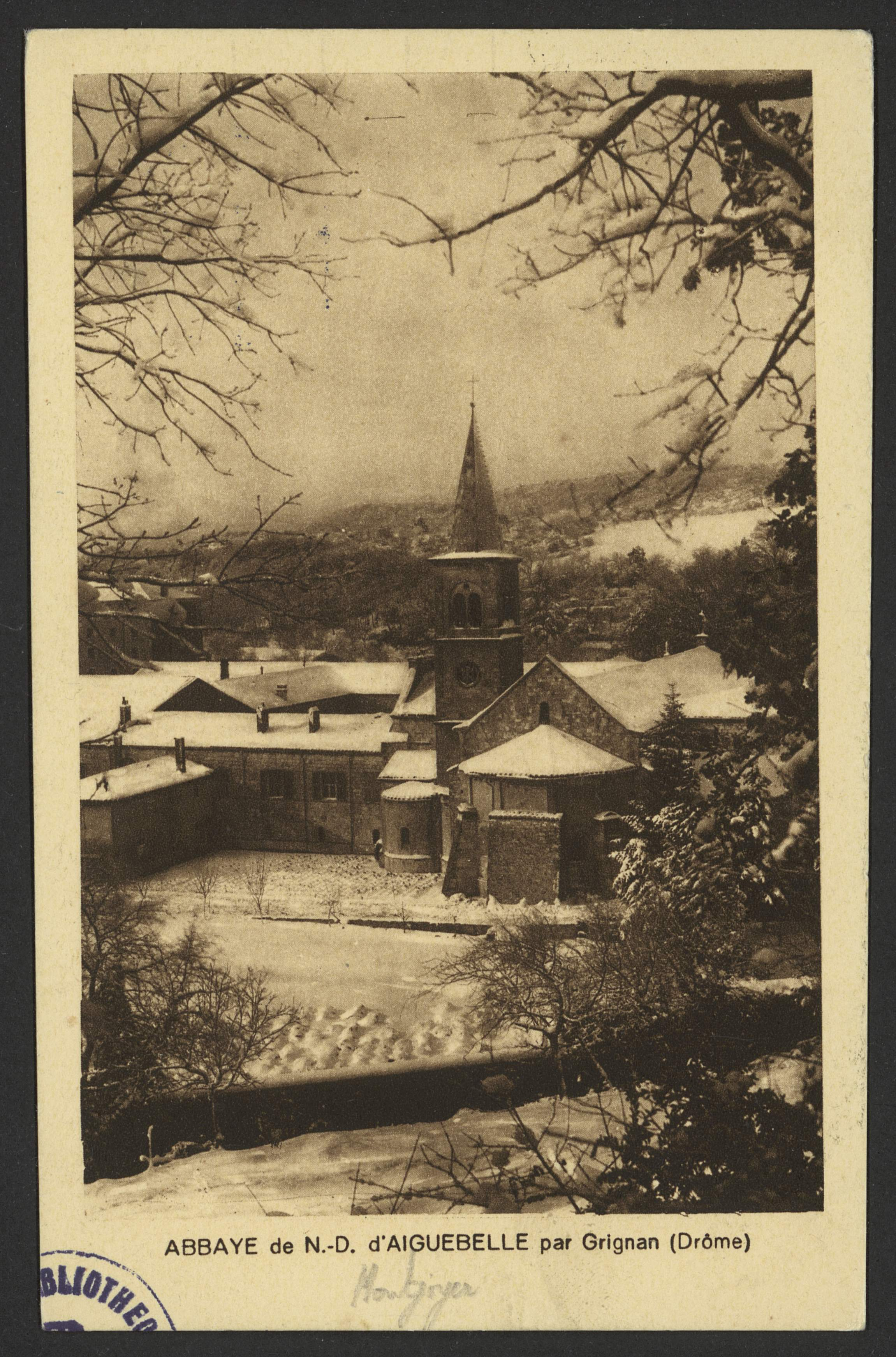
C'est à l'abbaye N.-D. d'Aiguebelle (photo) que J-X Tissot prend le nom de frère Hilarion

Il découvre le monde de la médecine mentale à l'occasion de l'hospitalisation de son frère dans la Maison royale de Charenton. Quelques années plus tard, Tissot se retire à la Trappe d'Aiguebelle, où il découvre la vie de saint Jean-de-Dieu et prend dès lors le nom de frère Hilarion. Il se retire ensuite pour vivre en ermite à Rochegude dans la Drôme, puis s'engage dans l'ordre de la Charité et travaille comme simple infirmier à l'hôpital Saint-Lazare de Marseille afin de vivre ce qui sera sa véritable vocation, servir les aliénés.
Exclu de cet ordre, il fonde entre 1821 et 1827 neuf hospices ou asiles d'aliénés en Lozère, dans l'Ain, le Rhône, le Nord, en Bretagne, en Auvergne et en Corrèze. En mai 1827, il ouvre deux maisons à Paris pour les idiots et les aliénés, l'une rue Saint-Hippolyte, l'autre rue de la Glacière mais qui auront une existence très courte. En 1830, il fonde encore l'asile de Clermont-Ferrand, qui sera, là aussi éphémère, par manque de moyens. L'année suivante, il fonde l'asile de La Cellette (Corrèze) puis, en 1835, celui de Leyme (Lot) qui serait sa dernière réalisation. Ces établissements abritent encore pour la plupart de nos jours des services de soins psychiatriques. Il tentera ensuite d'intervenir lors des discussions préparatoires à la loi du 30 juin 1838, qu'il considère néfaste pour les malades et s'opposera aux magnétiseurs qu'il estime être des charlatans, bien qu'il soit lui-même également considéré comme un charlatan, selon l'historien Olivier Bonnet qui écrit sa biographie dans un article paru dans la revue Cahiers d'histoire. Il est présenté par certains auteurs comme un précurseur des aliénistes.

### Le rapport Vivien
Le rapport Vivien est à l'origine de la loi du 30 juin 1838 sur l'enfermement des aliénés à la suite d'un rapport sur la condition des aliénés mentaux, étudiée par la commission parlementaire, dont Alexandre-François Vivien, juriste de formation et député de l'Aisne, assurait la présidence. Ce texte recevra de fortes critiques, notamment de frère Hilarion. Vivien, rapporteur de la Loi et qui connaissait les rancœurs du frère, déclara que celui-ci « aurait plus sa place parmi les personnes gardées que parmi les gardiens et à plus forte raison parmi le personnel de direction ».

### Sosie de Napoléon Ier
Frère Hilarion est souvent décrit comme un sosie de Napoléon Ier. Sa ressemblance, son aisance à parler, son charisme, pourraient faire douter de la mort de l'Empereur et entraîneront une rapide enquête du sous-préfet Armand Marquiset à l'occasion de l’acquisition d’un petit château en Lozère que le frère destine à l’accueil des nécessiteux et des faibles d’esprits. Le sous-préfet s'apercevra, selon ses propres termes, qu'il est « plus dérangé que ses malades »,.

## Postérité

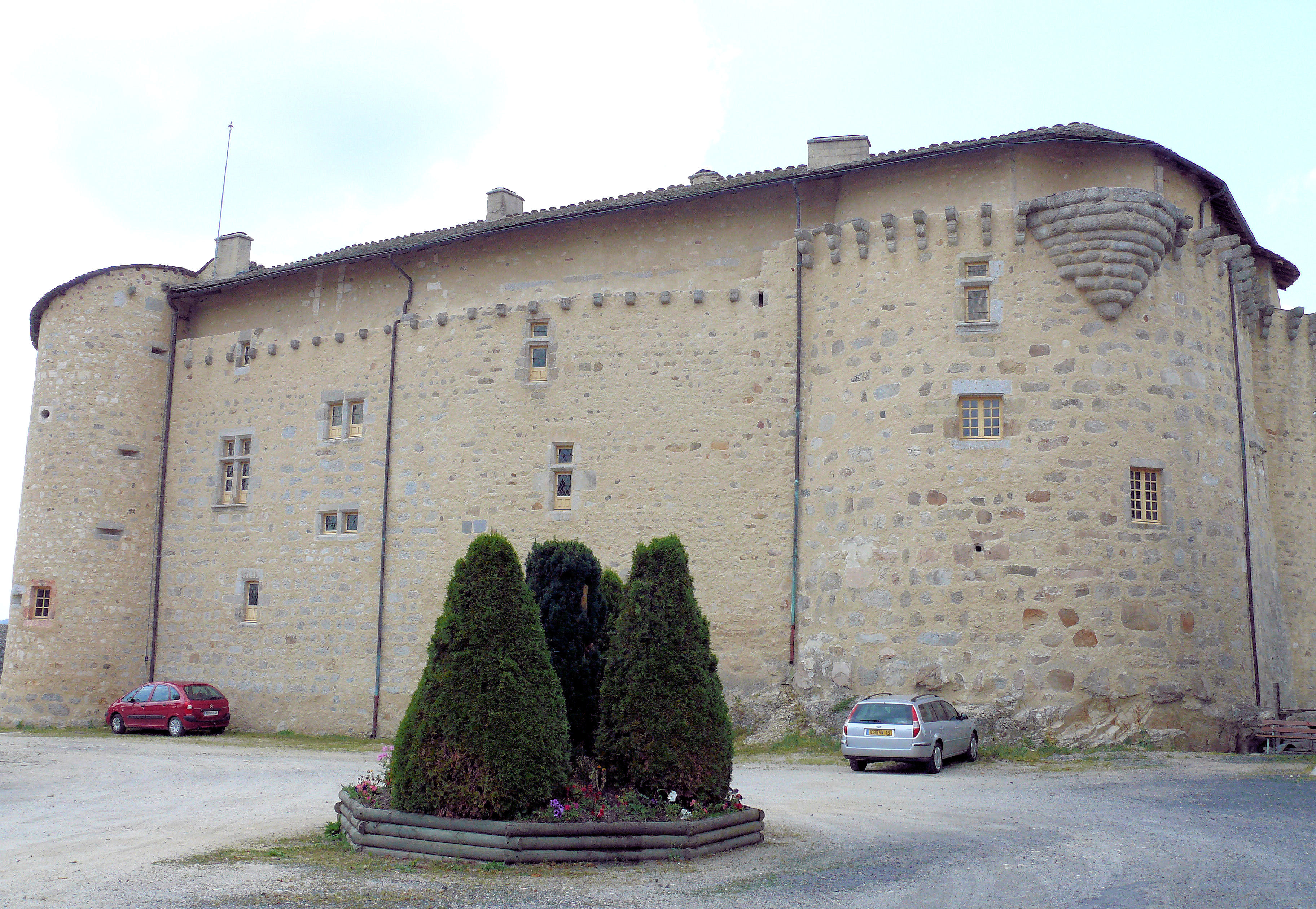
Le château de Saint-Alban

Joseph-Xavier Tissot est cité en tant que fondateur en 1821 de la maison du château du Chayla-d'Ance (commune de Saint-Paul-le-Froid, Haute-Loire) pour accueillir des aliénés hommes adultes. Le préfet de la Lozère, Thomas Bluget de Valdenuit, intéressé par l’œuvre de Tissot qui applique les principes de Pinel, fait acheter le château de Saint-Alban (commune de Saint-Alban-sur-Limagnole, Lozère) en 1824 pour y installer les malades du Chayla. Le nouvel asile devient asile départemental par ordonnance royale du 19 janvier 1825. Le centre hospitalier qui porte le nom de François-Tosquelles existe toujours en 2023 et sa vocation d'hôpital psychiatrique, propriété du conseil départemental de la Lozère, reste inchangée depuis sa création en 1821.

## Publications

### En tant qu'auteur
Joseph-Xavier Tissot est l'auteur de nombreux ouvrages, tous publiés avant sa mort en 1864, dont notamment :
- Mémoires judiciaires en faveur des pauvres aliénés (1837)
- L'anti-magnétisme animal (1841) (Lire en ligne sur Gallica)
- Amélioration du sort des aliénés (1852)
- Mémoire en faveur des pauvres aliénés (1855) Ligne en ligne sur Gallica.
- Nouveau traité du délire et de ses variétés ou Théâtre des folies humaines (1856) (Lire en ligne sur Gallica)
- Délire des épileptiques (1856)
- La Comète de la fin du Monde (1857)
- État déplorable des aliénés, moyens d'améliorer leur sort et de les guérir (1857)

### En tant que sujet de récit
Claire Favrot Meunier est l'auteure d'une thèse : La Vie et l'œuvre de Joseph-Xavier Tissot, dit Frère Hilarion (1780-1864), fondateur d'hospices d'aliénés dans la première partie du XIXe siècle. Contribution à l'histoire du mouvement aliéniste (Paris V Cochin Port-Royal, 1997) et qui sera ensuite diffusé en librairie sous le titre Les Faux Napoléon (éditions du CNRS).
- [vidéo] Youtube : Au cœur de l'histoire: Les faux Napoléon (Franck Ferrand)
- Olivier Bonnet, « Faire la biographie d’un charlatan ? », Cahiers d'histoire [En ligne], 47-1 | 2002, mis en ligne le 13 mai 2009, consulté le 02 janvier 2025. URL ; DOI